# Saint-Léger-du-Bourg-Denis
Pour les articles homonymes, voir Saint-Léger.
Saint-Léger-du-Bourg-Denis est une commune française, située dans le département de la Seine-Maritime en Normandie.
Les Bourdenysiens y habitent.

## Géographie

### Description
La commune fait partie de la Métropole Rouen Normandie.
À 130 km au nord-ouest de Paris, elle est la première commune à la sortie est de Rouen, port maritime et fluvial entre Le Havre et Paris sur la Seine.
En superficie (281 ha), elle est l’une des plus petites communes du département.
| - OpenStreetMap Limite communale |

### Communes limitrophes
|            | Darnétal                   | Saint-Jacques-sur-Darnétal |
| Rouen      | Saint-Léger-du-Bourg-Denis |                            |
| Bonsecours | Le Mesnil-Esnard           | Saint-Aubin-Épinay         |

### Hydrographie
La commune est située dans le bassin Seine-Normandie. Elle est drainée par l'Aubette,.

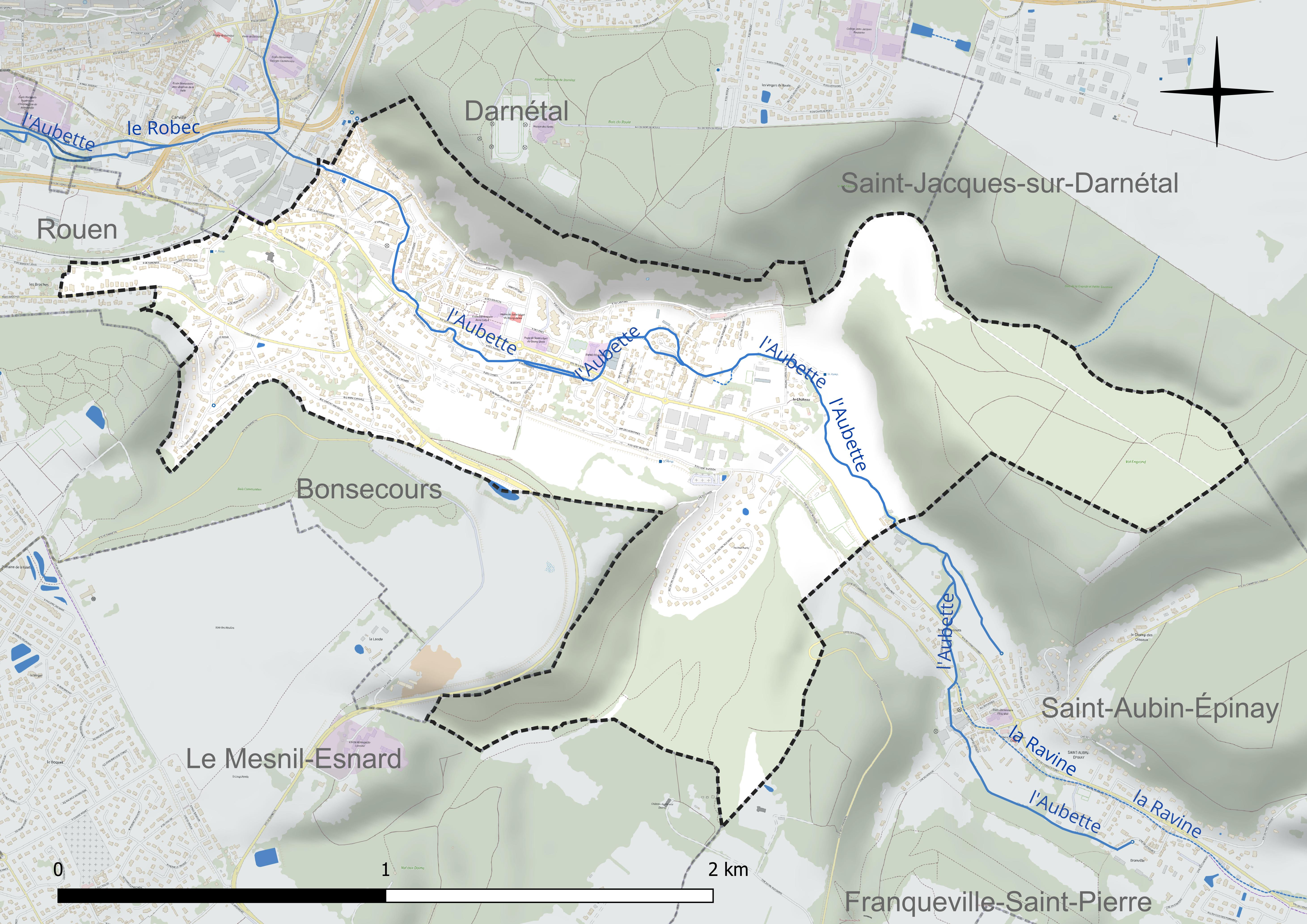
Réseau hydrographique de Saint-Léger-du-Bourg-Denis.

### Climat
Pour des articles plus généraux, voir Climat de la Normandie et Climat de la Seine-Maritime.
En 2010, le climat de la commune est de type climat océanique altéré, selon une étude du CNRS s'appuyant sur une série de données couvrant la période 1971-2000. En 2020, Météo-France publie une typologie des climats de la France métropolitaine dans laquelle la commune est exposée à un climat océanique et est dans la région climatique Côtes de la Manche orientale, caractérisée par un faible ensoleillement (1 550 h/an) ; forte humidité de l’air (plus de 20 h/jour avec humidité relative > 80 % en hiver), vents forts fréquents. Parallèlement le GIEC normand, un groupe régional d’experts sur le climat, différencie quant à lui, dans une étude de 2020, trois grands types de climats pour la région Normandie, nuancés à une échelle plus fine par les facteurs géographiques locaux. La commune est, selon ce zonage, exposée à un « climat maritime », correspondant au Pays de Caux, frais, humide et pluvieux, légèrement plus frais que dans le Cotentin.
Pour la période 1971-2000, la température annuelle moyenne est de 10,9 °C, avec une amplitude thermique annuelle de 14,1 °C. Le cumul annuel moyen de précipitations est de 806 mm, avec 12,2 jours de précipitations en janvier et 8,1 jours en juillet. Pour la période 1991-2020, la température moyenne annuelle observée sur la station météorologique la plus proche, située sur la commune de Rouen à 4 km à vol d'oiseau, est de 12,6 °C et le cumul annuel moyen de précipitations est de 817,9 mm,. Pour l'avenir, les paramètres climatiques de la commune estimés pour 2050 selon différents scénarios d’émission de gaz à effet de serre sont consultables sur un site dédié publié par Météo-France en novembre 2022.

## Urbanisme

### Typologie
Au 1er janvier 2024, Saint-Léger-du-Bourg-Denis est catégorisée ceinture urbaine, selon la nouvelle grille communale de densité à sept niveaux définie par l'Insee en 2022.
Elle appartient à l'unité urbaine de Rouen, une agglomération inter-départementale regroupant 50  communes, dont elle est une commune de la banlieue,,. Par ailleurs la commune fait partie de l'aire d'attraction de Rouen, dont elle est une commune de la couronne,. Cette aire, qui regroupe 317 communes, est catégorisée dans les aires de 200 000 à moins de 700 000 habitants,.

### Occupation des sols
L'occupation des sols de la commune, telle qu'elle ressort de la base de données européenne d’occupation biophysique des sols Corine Land Cover (CLC), est marquée par l'importance des territoires artificialisés (41,4 % en 2018), en augmentation par rapport à 1990 (35,7 %). La répartition détaillée en 2018 est la suivante : 
forêts (38,1 %), zones urbanisées (24,6 %), prairies (20,1 %), zones industrielles ou commerciales et réseaux de communication (16,8 %), terres arables (0,3 %). L'évolution de l’occupation des sols de la commune et de ses infrastructures peut être observée sur les différentes représentations cartographiques du territoire : la carte de Cassini (XVIIIe siècle), la carte d'état-major (1820-1866) et les cartes ou photos aériennes de l'IGN pour la période actuelle (1950 à aujourd'hui).

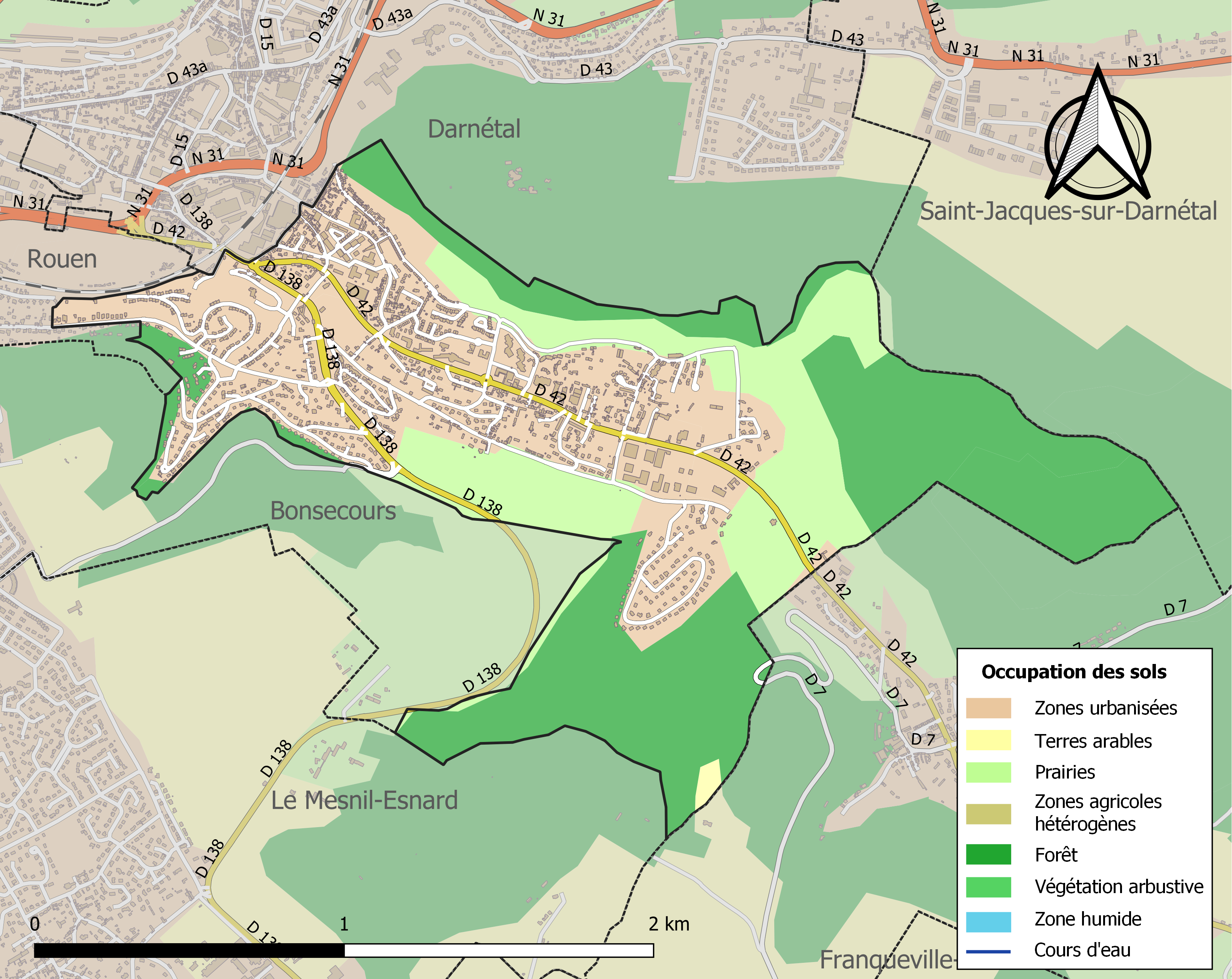
Carte des infrastructures et de l'occupation des sols de la commune en 2018 (CLC).

### Habitat et logement
En 2018, le nombre total de logements dans la commune était de 1 584, alors qu'il était de 1 448 en 2013 et de 1 329 en 2008.
Parmi ces logements, 94,8 % étaient des résidences principales, 0,3 % des résidences secondaires et 5 % des logements vacants. Ces logements étaient pour 76,1 % d'entre eux des maisons individuelles et pour 23,4 % des appartements.
Le tableau ci-dessous présente la typologie des logements à Saint-Léger-du-Bourg-Denis en 2018 en comparaison avec celle de la Seine-Maritime et de la France entière. Une caractéristique marquante du parc de logements est ainsi une proportion de résidences secondaires et logements occasionnels (0,3 %) inférieure à celle du département (3,9 %) mais supérieure à celle de la France entière (9,7 %). Concernant le statut d'occupation de ces logements, 62 % des habitants de la commune sont propriétaires de leur logement (63 % en 2013), contre 53 % pour la Seine-Maritime et 57,5 pour la France entière.
| Typologie                                               | Saint-Léger-du-Bourg-Denis | Seine-Maritime | France entière |
| ------------------------------------------------------- | -------------------------- | -------------- | -------------- |
| Résidences principales (en %)                           | 94,8                       | 88             | 82,1           |
| Résidences secondaires et logements occasionnels (en %) | 0,3                        | 3,9            | 9,7            |
| Logements vacants (en %)                                | 5                          | 8,1            | 8,2            |

## Toponymie
Le nom de la localité est attesté sous la forme Burdeni au XIIe siècle, Bourdeny en 1262, Saint Ligier de Bordeni en 1298, Saint Léger de Bourdeni en 1364, Bourdeny en 1459, Bourdeny en 1502, Sancti Leodegarii de Bourdeny en 1502, Bourdenyaco en 1503, Saint Léger et Bourg Denis en 1715, Bourdeny 1738, Bourgdenis 1788, Léger du Bourgdeny en 1793, Saint-Léger-du-Bourgdenis en 1801, puis Saint-Léger-du-Bourg-Denis.
Comme le montrent les formes anciennes, Bourg-Denis est une graphie fallacieuse pour Bourdeny.
Il s'agit d'un toponyme gallo-roman en -acum, composé avec le nom de personne germanique Burdo / Burdinus, d'où *Burdiniacum > Bourdeny.
Burdin[us], d'abord prénom, a donné les patronymes Bourdain et Bourdin, communs dans le centre ouest de la France.
Un nom d'homme similaire se retrouve dans le toponyme mérovingien ou carolingien Bourdainville.
Saint-Léger est un toponyme et un patronyme inspirés de saint Léger d'Autun, VIIe siècle.

## Politique et administration

### Rattachements administratifs et électoraux

#### Rattachements administratifs
La commune se trouve  dans l'arrondissement de Rouen du département de la Seine-Maritime.
Elle faisait partie  du canton de Darnétal. Dans le cadre du redécoupage cantonal de 2014 en France, cette circonscription administrative territoriale a disparu, et le canton n'est plus qu'une circonscription électorale.

#### Rattachements électoraux
Pour les élections départementales, la commune fait partie depuis 2014 d'un nouveau  canton de Darnétal
Pour l'élection des députés, elle fait partie de la deuxième circonscription de la Seine-Maritime.

### Intercommunalité
Saint-Léger-du-Bourg-Denis était membre de la communauté d'agglomération dénommée  Agglomération de Rouen, un établissement public de coopération intercommunale (EPCI) à fiscalité propre créé en 1974 sous le statut de SIVOM puis de district  et auquel la commune avait transféré un certain nombre de ses compétences, dans les conditions déterminées par le code général des collectivités territoriales.
Cette intercommunalité a fusionné avec ses voisines pour former, le 1er janvier 2010, la communauté d'agglomération Rouen-Elbeuf-Austreberthe (CREA), transformée le 1er janvier 2015 en métropole sous le nom de Métropole Rouen Normandie, et  dont est désormais membre la commune.

### Tendances politiques et résultats
Au premier tour des élections municipales de 2014 dans la Seine-Maritime, la liste PG menée par Jean-Pierre Garcia obtient la majorité absolue des suffrages exprimés, avec 893 voix (19 conseillers municipaux élus dont 1 communautaire), devançant très largement celle PS menée par Thérèse Derivière-Julien, qui a recueilli 604 voix (40,34 %, 4 conseillers municipaux).
Lors de ce scrutin, 34,72 % des électeurs se sont abstenus.
Au premier tour des élections municipales de 2020 dans la Seine-Maritime, la liste DVG  menée par Géraldine Théry obtient la majorité absolue des suffrages exprimés, avec 621 voix (57,07 %, 18 conseillers municipaux élus dont 1 métropolitain), devançant largement celle PS menée par Thérèse Deriviere-Julien, qui a recueilli 467 voix (42,92 %, 5 conseillers municipaux élus).

Lors de ce scrutin, marqué par la pandémie de Covid-19 en France, 57,03 % des électeurs se sont abstenus.
Au terme d'une crise qui a vu la démission de 13 conseillers municipaux, de nouvelles élections municipales sont organisées en février 2022, qui voient la victoire au second tour  de la liste menée par Sophie Boucquiaux, ancienne maire-adjointe démissionnaire, qui a recueilli 506 voix (46,6 % des suffrages exprimés, 21 conseillers municipaux élus dont 1 métropolitain), devançant les listes menées respectivement par Yann Queval (32,90 %, 4 conseillers municipaux élus) et par la maire sortante, Géraldine Théry, qui n'a recueilli que deux sièges.
Lors de ce scrutin, 58,76 des électeurs se sont abstenus.

## Équipements et services publics

### Enseignement
La commune dépend de l'Académie de Normandie.

## Population et société

### Démographie

#### Évolution démographique
L'évolution du nombre d'habitants est connue à travers les recensements de la population effectués dans la commune depuis 1793. Pour les communes de moins de 10 000 habitants, une enquête de recensement portant sur toute la population est réalisée tous les cinq ans, les populations de référence des années intermédiaires étant quant à elles estimées par interpolation ou extrapolation. Pour la commune, le premier recensement exhaustif entrant dans le cadre du nouveau dispositif a été réalisé en 2006.

En 2022, la commune comptait 3 665 habitants, en évolution de +7,73 % par rapport à 2016 (Seine-Maritime : +0,35 %, France hors Mayotte : +2,11 %).
| 1793 | 1800 | 1806 | 1821 | 1831 | 1836 | 1841 | 1846  | 1851 |
| ---- | ---- | ---- | ---- | ---- | ---- | ---- | ----- | ---- |
| 312  | 980  | 794  | 894  | 900  | 960  | 932  | 1 021 | 999  |

| 1856 | 1861 | 1866 | 1872 | 1876  | 1881  | 1886  | 1891  | 1896  |
| ---- | ---- | ---- | ---- | ----- | ----- | ----- | ----- | ----- |
| 996  | 975  | 981  | 990  | 1 030 | 1 161 | 1 292 | 1 314 | 1 339 |

| 1901  | 1906  | 1911  | 1921  | 1926  | 1931  | 1936  | 1946  | 1954  |
| ----- | ----- | ----- | ----- | ----- | ----- | ----- | ----- | ----- |
| 1 426 | 1 452 | 1 498 | 1 495 | 1 468 | 1 551 | 1 503 | 1 551 | 1 630 |

| 1962  | 1968  | 1975  | 1982  | 1990  | 1999  | 2006  | 2011  | 2016  |
| ----- | ----- | ----- | ----- | ----- | ----- | ----- | ----- | ----- |
| 1 925 | 2 144 | 2 381 | 2 953 | 2 772 | 3 124 | 3 247 | 3 464 | 3 402 |

| 2021  | 2022  | - | - | - | - | - | - | - |
| ----- | ----- | - | - | - | - | - | - | - |
| 3 641 | 3 665 | - | - | - | - | - | - | - |

#### Pyramide des âges
La population de la commune est relativement jeune.
En 2018, le taux de personnes d'un âge inférieur à 30 ans s'élève à 34,5 %, soit en dessous de la moyenne départementale (36,5 %). À l'inverse, le taux de personnes d'âge supérieur à 60 ans est de 25,4 % la même année, alors qu'il est de 26 % au niveau départemental.
En 2018, la commune comptait 1 729 hommes pour 1 848 femmes, soit un taux de 51,66 % de femmes, légèrement inférieur au taux départemental (51,9 %).
Les pyramides des âges de la commune et du département s'établissent comme suit.
| Hommes | Classe d’âge | Femmes |
| ------ | ------------ | ------ |
| 0,6    | 90 ou +      | 1,8    |
| 7,0    | 75-89 ans    | 10,8   |
| 14,3   | 60-74 ans    | 15,9   |
| 21,2   | 45-59 ans    | 22,7   |
| 17,7   | 30-44 ans    | 18,6   |
| 17,5   | 15-29 ans    | 15,7   |
| 21,5   | 0-14 ans     | 14,5   |

| Hommes | Classe d’âge | Femmes |
| ------ | ------------ | ------ |
| 0,7    | 90 ou +      | 1,8    |
| 6,7    | 75-89 ans    | 9,6    |
| 16,7   | 60-74 ans    | 18     |
| 19,4   | 45-59 ans    | 19     |
| 18,5   | 30-44 ans    | 17,5   |
| 19,2   | 15-29 ans    | 17,4   |
| 18,9   | 0-14 ans     | 16,7   |

### Cultes
Saint-Léger-du-Bourg-Denis appartient à la paroisse Sainte-Marie-Madeleine de Darnétal – Val d’Aubette qui fait partie du doyenné Rouen-Nord de l'archidiocèse de Rouen.

## Culture locale et patrimoine

### Lieux et monuments
- Église Saint-Léger du XVe siècle, modifiée au XIXe siècle, abritant deux œuvres du peintre Adrien Sacquespée : sainte Clotilde construisant l'abbaye des Andelys et le Baptême de Clovis.
- Croix de pierre de la Renaissance dans le cimetière
- Monument aux morts (1920)
- Châteaux du XVIIe siècle et du XIXe siècle.
- Cheminée d’usine, l'un des rares témoins subsistant du  passé industriel de la commune.

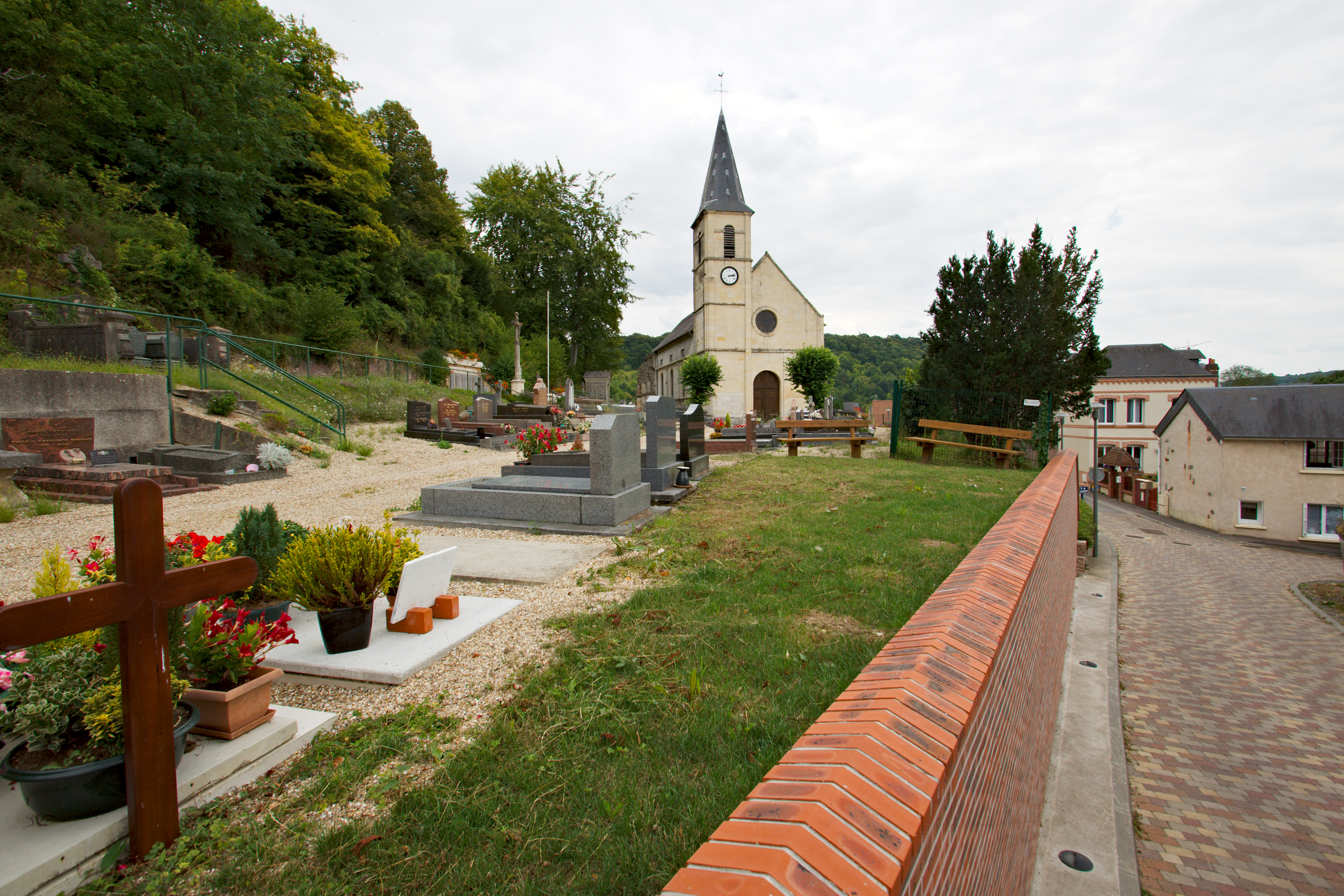
Église Saint-Léger et cimetière Nord rue Cantony.
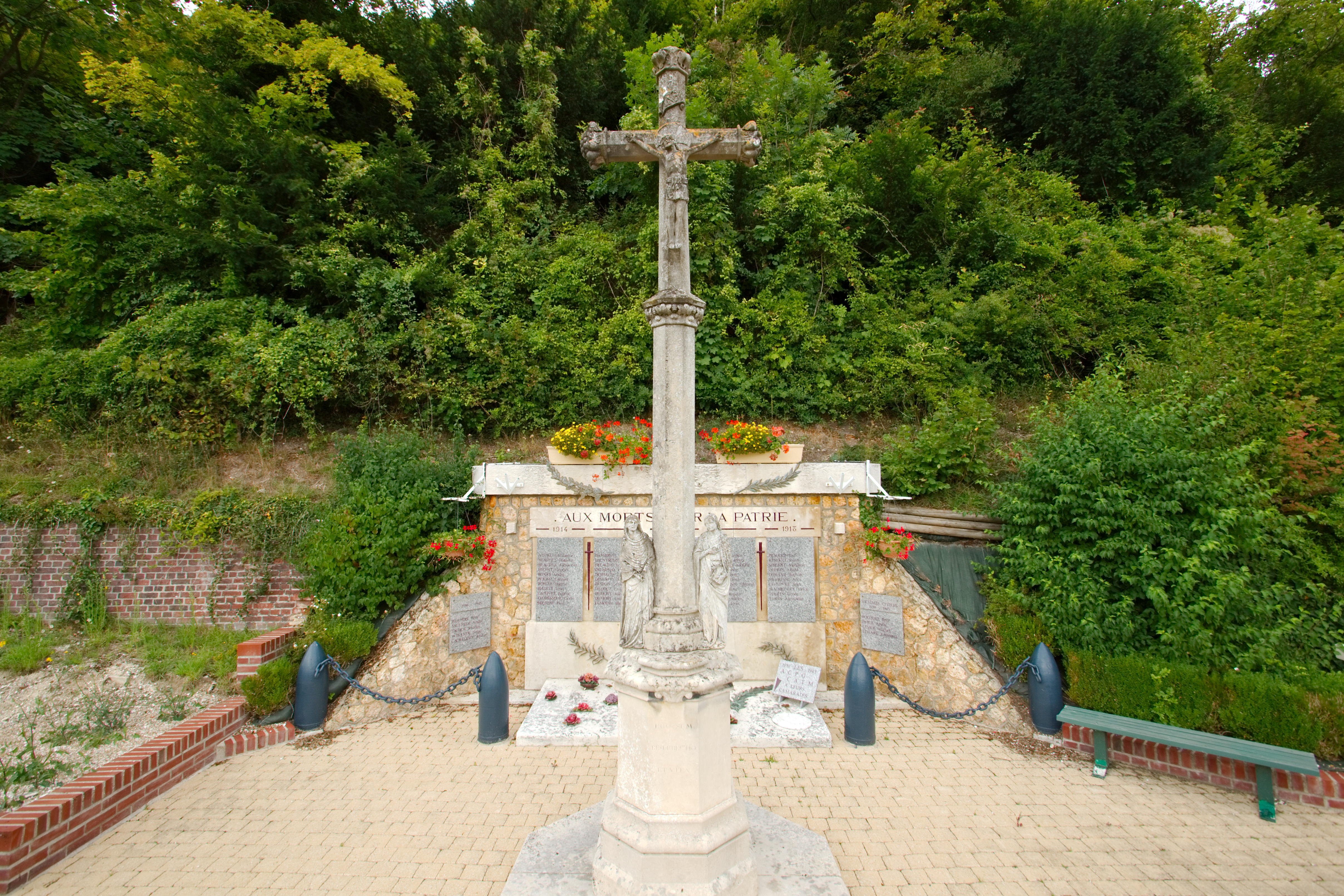
Monument aux morts dans le cimetière Nord.
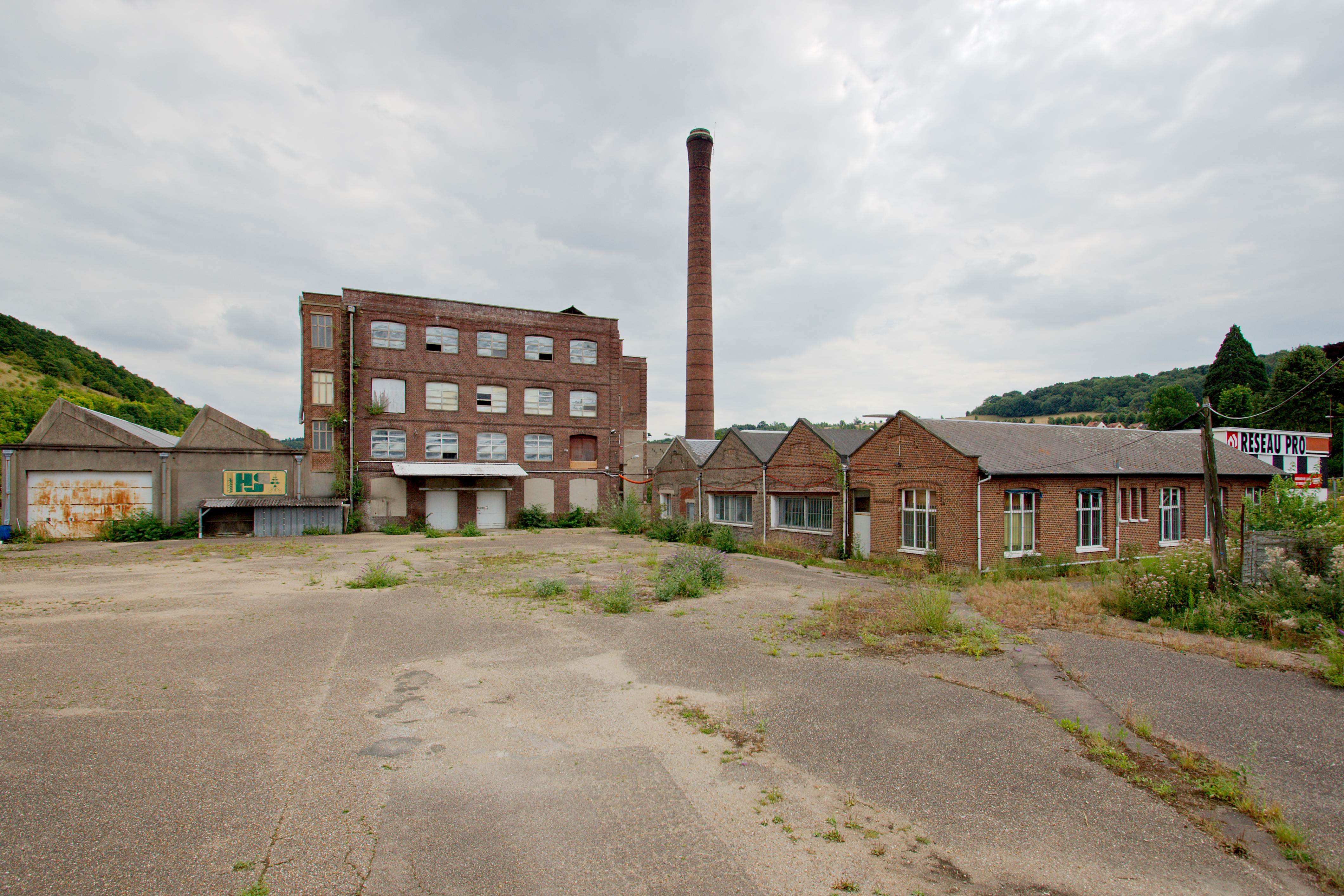
Ancienne usine Jeudy et sa cheminée rue Eugène-Lavoisier.

### Personnalités liées à la commune
- Richard Waddington (1838-1913), industriel et homme politique, est mort dans la commune.

### Héraldique
| Blason de Saint-Léger-du-Bourg-Denis | Blason  | De gueules au chevron accompagné, en chef de deux têtes de léopards et en pointe d’une quenouille posée en barre, le tout d’argent.                                                                                             |
| Blason de Saint-Léger-du-Bourg-Denis | Détails | Un nouveau blason avait été dessiné par André Tellier, ancien instituteur puis la commune a décidé de ne plus avoir de blason officiel mais seulement un logo. Les deux têtes de léopards rappellent les armes de la Normandie. |

## Pour approfondir